# Tratalias
Tratalias (en sard, Tratalias) és un municipi italià, dins de la província de Sardenya del Sud. L'any 2007 tenia 1.121 habitants. Es troba a la regió de Sulcis-Iglesiente. Limita amb els municipis de Carbonia, Giba, Perdaxius, Piscinas, San Giovanni Suergiu i Villaperuccio.

## Administració
| Període | Identitat   | Partit        |
| ------- | ----------- | ------------- |
| 2005-   | Marco Piras | Llista Cívica |